# Mistrzostwa Polski w piłce siatkowej kobiet (1929)
Mistrzostwa Polski w piłce siatkowej kobiet 1929 – pierwsza w historii edycja rozgrywek o mistrzostwo Polski w piłce siatkowej kobiet. Rozgrywki miały formę turnieju rozgrywanego w Warszawie na otwartym powietrzu. Mecze były rozgrywane na czas, a nie jak obecnie na wygrane partie. W turnieju mogły wziąć udział drużyny, które zwyciężyły w eliminacjach okręgowych.

## Rozgrywki
Uczestniczące w mistrzostwach drużyny rozegrały mecz i rewanż.
 Wyniki meczów
| Data       | Drużyna 1    | Wynik | Drużyna 2 | Sety |
| ---------- | ------------ | ----- | --------- | ---- |
| 12.10.1929 | AZS Warszawa | 1:0   | WKS Łódź  | 30:8 |
| 13.10.1929 | AZS Warszawa | 1:0   | WKS Łódź  | 30:3 |

## Skład drużyny mistrza Polski
- AZS Warszawa: Zdzisława Wiszniewska, Alicja Piotrowska, Barbara Cegielska, Zeneida Anacka, Janina Świerzewska, Władysława Szelążkówna.
- Wojskowy Klub Sportowy Łódź: Kobielska

## Klasyfikacja końcowa
| Miejsce | Drużyna      |
| ------- | ------------ |
| złoto   | AZS Warszawa |
| 2.      | WKS Łódź     |

## Dodatkowe informacje
Sędziowie na turnieju: Wiktor Kwast, Stefan Konwerski, Lech Górski, Zygmunt Orłowicz.